# Ilja Datunaszwili
Ilja Datunaszwili, gruz. ილია დათუნაშვილი, ros. Илья Ильич Датунашвили, "Ilja Iljicz Datunaszwili (ur. 1 września 1937 w Batumi, Gruzińska SRR, zm. 11 lutego 2022) – gruziński piłkarz, grający na pozycji napastnika.

## Kariera piłkarska

### Kariera klubowa
Urodził się w rodzinie funkcjonariusza policji. W 1954 rozpoczął karierę piłkarską w amatorskim zespole Kolmeurne Lanczchuti, skąd w 1957 roku przeszedł do Lokomotiwi Kutaisi. W 1959 został piłkarzem Dinama Tbilisi, w którym występował do zakończenia kariery w 1967 roku. 2 września 1966 w meczu z Araratem Erywań (5:0) powtórzył rekord mistrzostw ZSRR, postawiony Jewgienijem Szelaginym w 1938 roku, zdobył w meczu 5 bramek. Przy czym zrobił to jeszcze szybciej w 27 minut.

## Sukcesy i odznaczenia

### Sukcesy klubowe
- wicemistrz ZSRR: 1964
- brązowy medalista Mistrzostw ZSRR: 1962, 1967

### Sukcesy indywidualne
- król strzelców mistrzostw ZSRR: 1966 (20 goli)
- 2-krotnie wybrany do listy 33 najlepszych piłkarzy ZSRR: Nr 2 (1964, 1966)

### Odznaczenia
- tytuł Mistrza Sportu ZSRR: 1962